# Ballantinia
Ballantinia là chi thực vật có hoa trong họ Cải.